# دانکن ادواردز
دانکن ادواردز(به انگلیسی:Duncan Edwards، زاده ۱ اکتبر ۱۹۳۶ - مرگ ۲۱ فوریه ۱۹۵۸) بازیکن فوتبال منچستر یونایتد و تیم ملی انگلستان بود.
او یکی از بازیکنان دردانه‌های بازبی بود که زیر نظر مت بازبی مربی اسبق منچستر یونایتد به فوتبال می‌پرداخت و یکی از ۸ بازیکنی بود که در حادثه مونیخ جان خود را از دست دادند.
از او به عنوان یکی از بزرگترین هافبک دفاعی های تاریخ فوتبال یاد میشود
دانکن کمتراز ۵ سال برای تیم بزرگسال یونایتد بازی کرد، وقتی نوجوان بود به خدمت تیم درآمد و جوانترین بازیکن لیگ انگلستان لقب گرفت.
ادواردز برای تیم ملی انگلستان هم بازی کرد.
دانکن در حادثه مونیخ و سقوط هواپیمای یونایتد زنده ماند ولی ۱۵ روزبعد در بیمارستان در ۲۲ سالگی ازدنیا رفت.
بیشتر از ۵ هزار نفر در خاکسپاری او شرکت کردند، روی سنگ قبر دانکن این عبارت نوشته شده: «روزی از تاریخ، روزیکه یادآوری آن تلخ است، بدون خداحافظی همهٔ مارا تنها گذاشت»
پست دانکن هافبک دفاعی بود ولی در تمام خط هافبک و حتی حمله قابلیت بازی را داشت، مهم‌ترین توانایی او قدرت بدنی بالای او بود. قدرت و زمانبندی تکل‌های او با هر دو پا از خصوصیات منحصربه‌فرد او بود. همچنین ضربه‌های سر و شوتهای از راه دور او هم مهارنشدنی بود بطوریکه بعد از گلی که در سال ۵۶ به آلمان غربی زد لقب بوم بوم و کفشهایی با شلیک برتا (نوعی اسلحه) به او داده شد.
دانکن برای یونایتد ۱۷۷ بازی انجام داد و ۲۱ گل در کارنامهٔ خود ثبت کرد. او همچنین ۱۸ بازی ملی و ۵ گل نیز ثبت کرد.
گفتنی است در زمان مرگش او با ملی لیچ ۲۲ ساله نامزد بود که البته هیچگاه این دو نفر به هم نرسیدند.